# Winfield (cigaretta)
A Winfield egy ausztrál–új-zélandi cigarettamárka, amely a British American Tobacco védjegye. A márkát az európai, kanadai, dél-afrikai, illetve az ázsiai piacokon is értékesítik.

## Winfield termékek
Az alábbi táblázat összefoglalja a Winfield összes fajtáit Ausztráliában. A vörös és a kék csomagolású termékei minden olyan piacon előfordulnak ahol a Winfield cigarettát értékesítik.
| Hard Pack                            | Soft Pack (2008-ban megszűnt) | Szénszűrős csomagolás | Hagyományos csomagolás (30g ill. 50g) |
| ------------------------------------ | ----------------------------- | --------------------- | ------------------------------------- |
| Winfield Red (16 mg) (vörös)         | Winfield Red                  | Winfield Red          | Winfield Red                          |
| Winfield Blue (12 mg) (kék)          | Winfield Blue                 | Winfield Blue         | Winfield Blue                         |
| Winfield Gold (8 mg) (arany)         | Winfield Gold                 | Winfield Gold         | Winfield Gold                         |
| Winfield Sky Blue (6 mg) (enyhe kék) | Winfield Sky Blue             | Winfield Sky Blue     |                                       |
| Winfield Grey (4 mg) (szürke)        |                               |                       |                                       |
| Winfield Ultimate (1 mg)             |                               |                       |                                       |
| Winfield mentolos (8 mg)             |                               |                       |                                       |
| Winfield enyhén mentolos (4 mg)      |                               |                       |                                       |
| Winfield Optimum Clear (?mg)         |                               |                       |                                       |

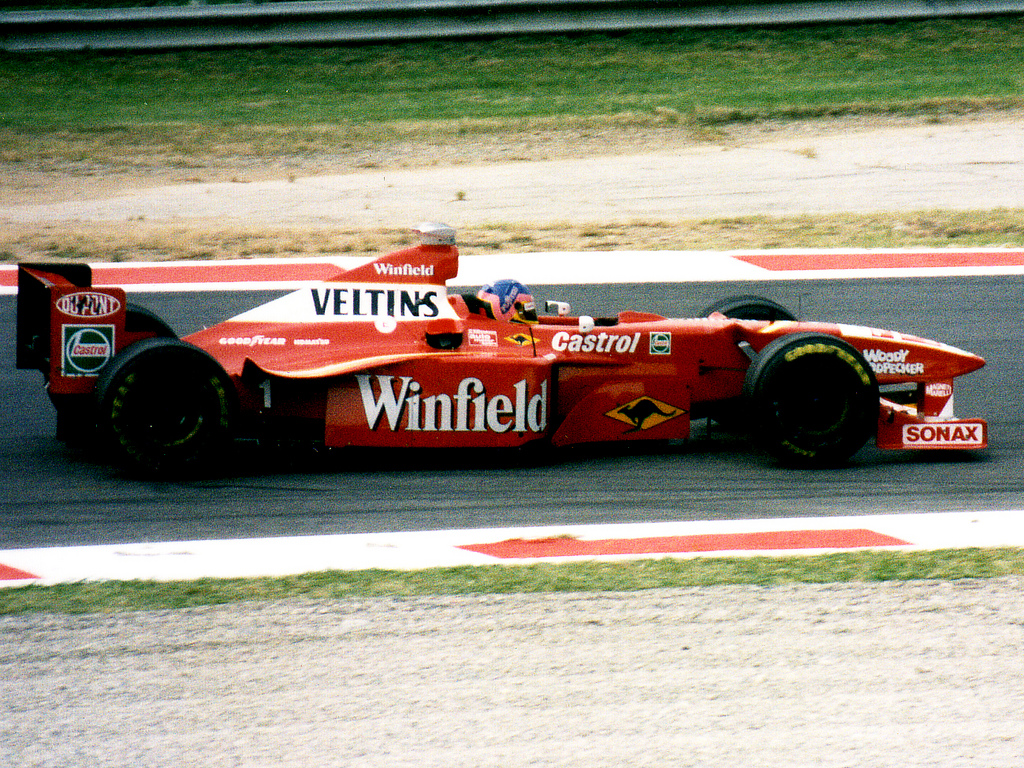
A Williams csapat Winfield címszponzora az 1998-as szezonban

Korábban az ausztrál dohányosok tévhitben éltek, miszerint a cigaretta dobozán található "light" felirat az erős ízesítésű cigarettára utal, az angol "light" szó viszont magyarul enyhét jelent. Maga a cigaretta enyhe ízesítésű volt. 2005-ben az Ausztrál Fogyasztóvédelmi Bizottság megszüntette a dobozokon látható "light" feliratot és elrendelte, hogy a dohánygyárak helyette a "sky" (magyar jelentése: égbolt) feliratot alkalmazzák. Az ausztrál nép ezalatt a szó alatt az enyhe kifejezést értette, így már sokan vásároltak ilyen fajtát is.

## Szponzorálása a sportban
A Winfield cigaretta elsőként au Ausztrál Rögbiligában szereplő Új-Dél-Wales csapat támogatója volt 1982-ben, valamint névadója volt a győztesnek járó trófeának is (Winfield-kupa). A szerződést 1992-ben fel kellett bontani, mivel az ausztrál kormány elrendelte a dohánytermékek szponzorálásának betiltását. 1992 és 1995 között a Winfield támogatta az ausztrál túraautó-világbajnokságban szereplő Gibson Motorsport csapatot is. Az Ausztrál Motorsport (CAM) a dohánytermékek reklámozásának minden formáját engedélyezte. Később a cigarettamárka fő szponzora volt a Williams Formula–1-es csapatának az 1998-as, illetve az 1999-es szezonban.

## Reklámozása
A híres ausztrál színész, Paul Hogan kezdte el reklámozni először a cigarettát az 1970-es években, erre Sydney hivatalától kapott engedélyt. Számos kisfilmben, illetve újságokban tüntette fel a cigarettát az anyhow have a Winfield, azaz habár van egy Winfield szlogennel. Az akkori hagyományos fajtája a terméknek szinte mindenben megegyezik a maiéval.

## Külső hivatkozások
- British American Tobacco honlapja (ausztrál)